# Arent de Gelder

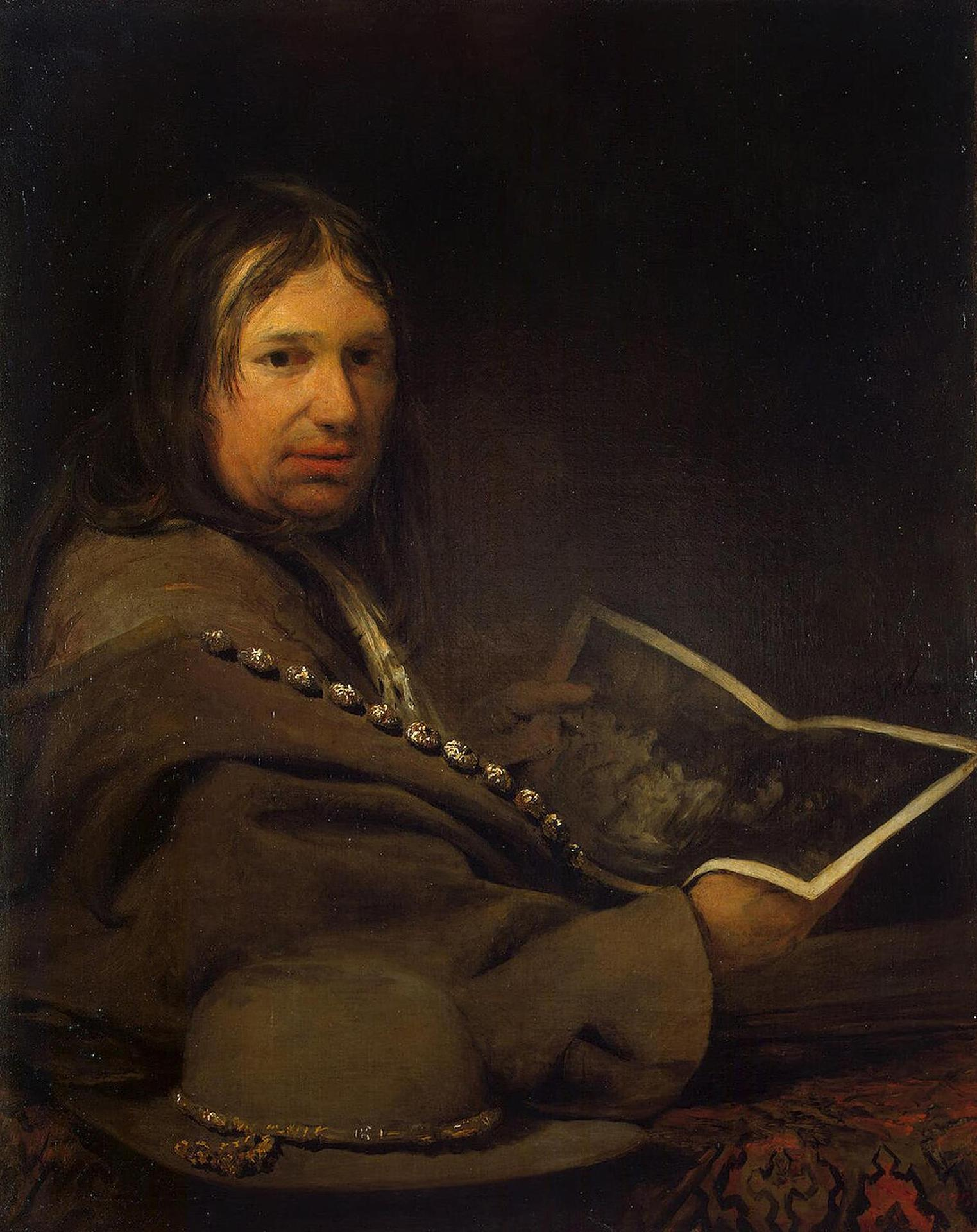
Selbstporträt (nach 1685)

Arent de Gelder, auch Aert de Gelder (* 26. Oktober 1645 in Dordrecht; † August 1727 ebenda) war ein niederländischer Maler.

## Leben

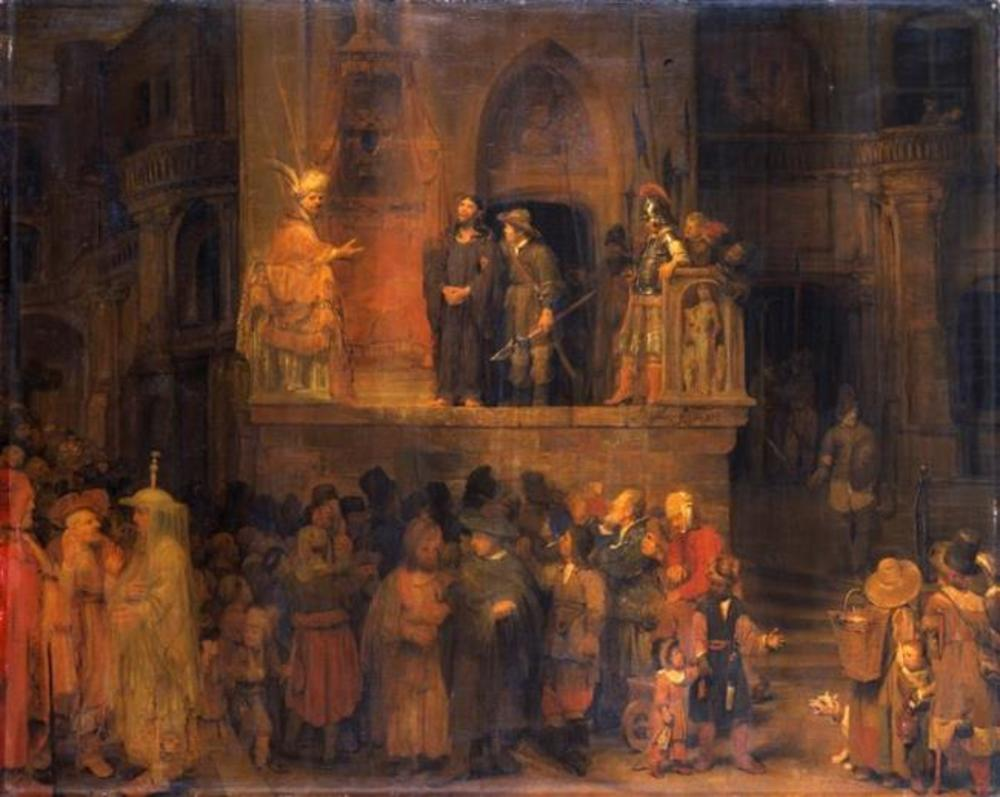
Arent de Gelder: Ecce Homo, 1671

Arent de Gelder war der Sohn des Joan Aertsz „Jan“ de Gelder (* 1609; † um 1692), der für die Westindien-Kompagnie arbeitete. Seine Großeltern väterlicherseits waren vermutlich Aerent de Gelder der „Concierge Van’t West-Indische Huis zu Dordrecht“ und dessen Frau Maria (geborene Paets). Am 11. November 1645 wurde das Kind von Jan de Gelder und Maria Lotterus (auch Lotering oder Lottring) auf den Namen „Arent“ getauft. Er hatte einen Bruder, Johan de Gelder, der Jurist wurde. Laut Testament des Vaters vom 8. März 1686 war dieser Bruder verheiratet und hatte „[…] bei Lebzeiten der Eltern so viel Geld erhalten, dass er nun nichts mehr bekommt, sondern Arent alles, was übrig bleibt.“
Arent de Gelder war von 1656 bis 1662 Schüler von Samuel van Hoogstraten. Er ging dann nach Amsterdam, wo er von etwa 1661 bis 1667 bei Rembrandt arbeitete und zu dessen letzten Schülern gehörte. Er malte in der Manier seines Meisters historische Bilder und Porträts. Zu seinen Werken frühesten gehörte ein auf das Jahr 1671 datiertes Gemälde Ecce Homo. Er wurde am 9. Juni 1727 noch als lebend erwähnt, sein Haus Ecke Schreverstraat/Wijnstraat in Dordrecht wurde am 25. August als Sterbehaus bezeichnet und notariell versiegelt. Die offizielle Eintragung in das Totenregister erfolgte am 27. August 1727, die Beerdigung erfolgte am Tag darauf.

## Werke

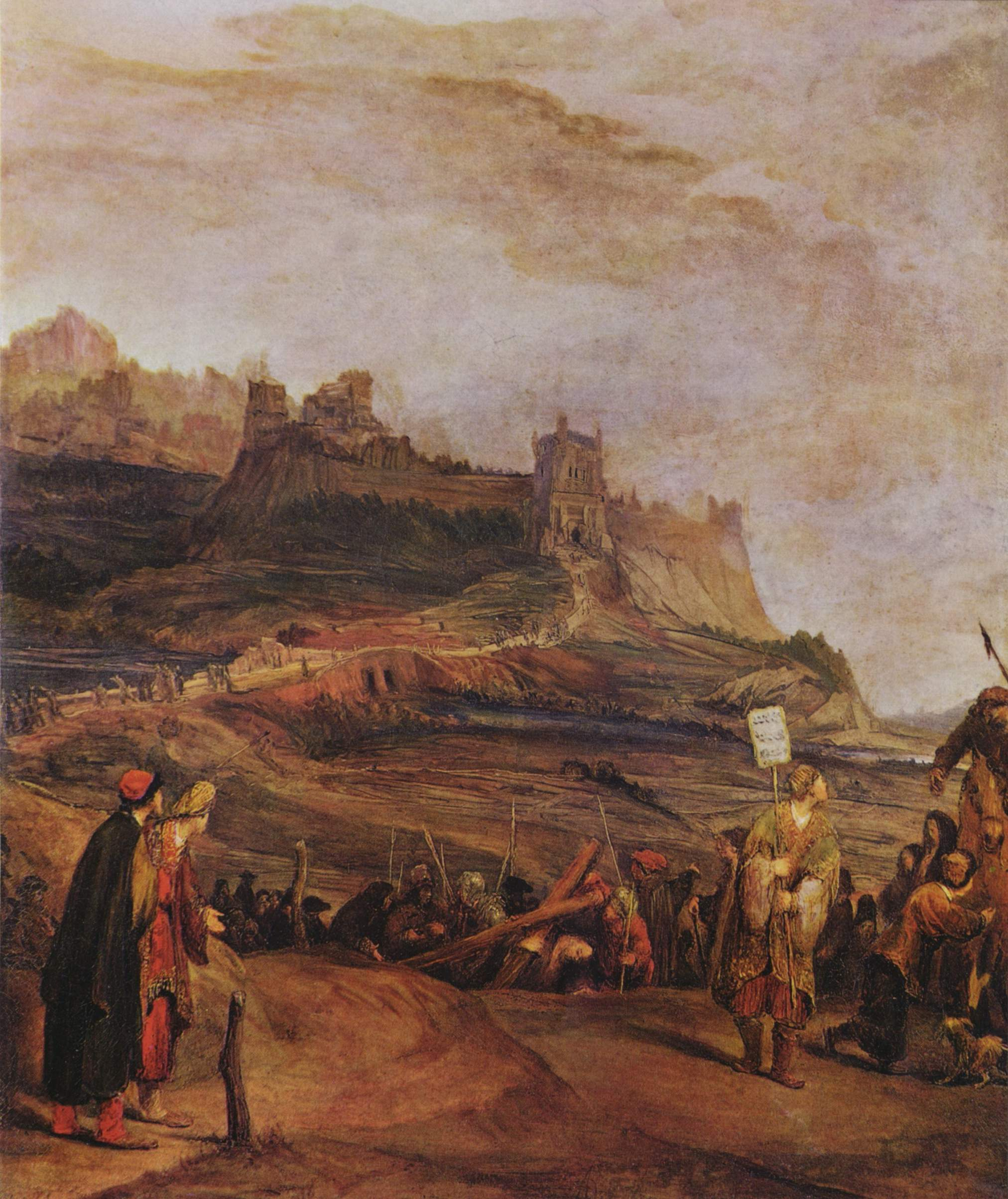
Der Gang nach Golgatha

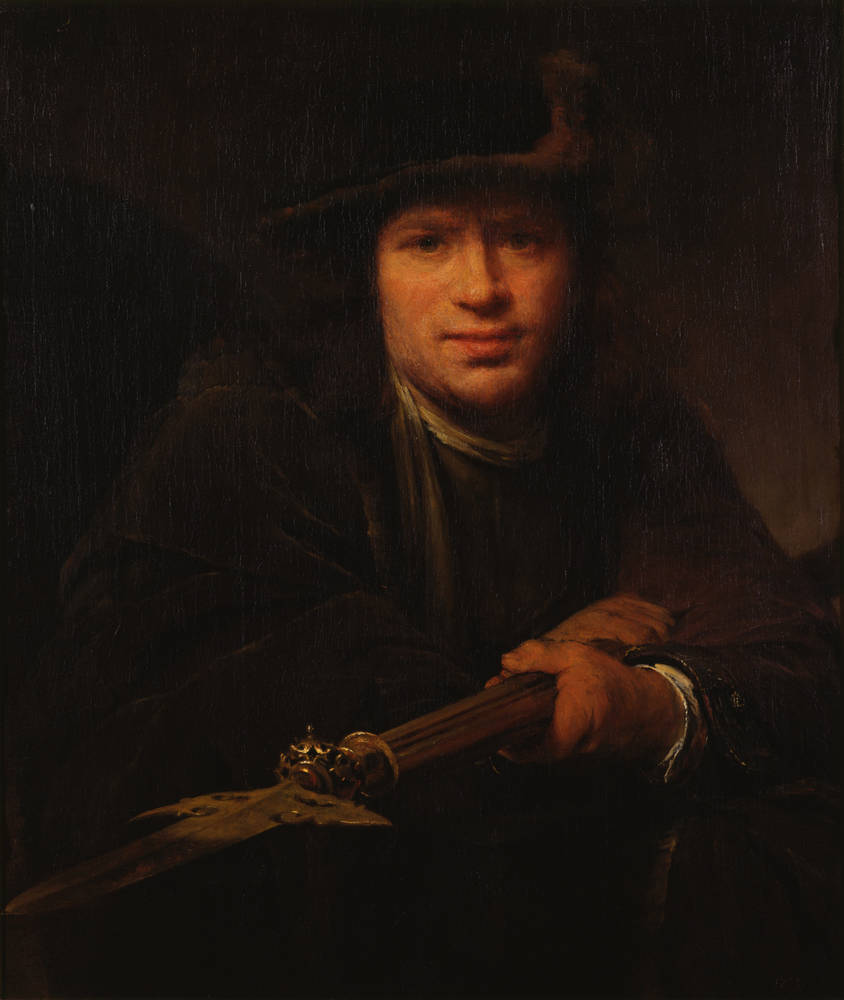
Porträt eines Mannes mit Hellebarde (zwischen 1675 und 1700)

- 1685: Porträt des Bürgermeisters von Dordrecht, E. van Beveren (Haag, Sammlung Hardenbroek)
- Juda und Thamar (Galerie des Haag?)
- 1685: Die Judenbraut. (Esther lässt sich schmücken) (Bildergalerie (Sanssouci))[1]
- Bildnis Zar Peters I. (Rijksmuseum Amsterdam)
- Selbstbildnis als Zeuxis (Frankfurt am Main, Städelsches Kunstinstitut)[2]
- Passionszyklus (um 1715, 22 Tafeln, davon 10 im Aschaffenburger Schloss, zwei im Rijksmuseum, Amsterdam)
- 1671: Die Ausstellung Christi (Gemäldegalerie Alte Meister, Dresden)
- 1685: Esther und Mardochai (Gemäldegalerie Alte Meister, Dresden)
- Heilige Familie, 1680 (Gemäldegalerie (Berlin))
- Der Mann mit der Partisane, gemalt nach 1690 (Gemäldegalerie Alte Meister, Dresden)